# Slidell
Slidell és una població dels Estats Units a l'estat de Louisiana. Segons el cens del 2008 tenia 29.087 habitants.

## Demografia
Segons el cens del 2000, Slidell tenia 25.695 habitants, 9.480 habitatges, i 7.157 famílies. La densitat de població era de 841,5 habitants/km².
Dels 9.480 habitatges en un 36% hi vivien nens de menys de 18 anys, en un 57,4% hi vivien parelles casades, en un 14% dones solteres, i en un 24,5% no eren unitats familiars. En el 20,4% dels habitatges hi vivien persones soles el 8,7% de les quals corresponia a persones de 65 anys o més que vivien soles. El nombre mitjà de persones vivint en cada habitatge era de 2,67 i el nombre mitjà de persones que vivien en cada família era de 3,09.
Per edats la població es repartia de la següent manera: un 27% tenia menys de 18 anys, un 7,6% entre 18 i 24, un 28,5% entre 25 i 44, un 23,3% de 45 a 60 i un 13,7% 65 anys o més.
L'edat mediana era de 37 anys. Per cada 100 dones de 18 o més anys hi havia 86 homes.
La renda mediana per habitatge era de 42.856 $ i la renda mediana per família de 48.298 $. Els homes tenien una renda mediana de 40.211 $ mentre que les dones 26.050 $. La renda per capita de la població era de 19.947 $. Entorn del 9,5% de les famílies i l'11,8% de la població estaven per davall del llindar de pobresa.

## Poblacions més properes
El següent diagrama mostra les poblacions més properes.